# Szibériai hamuvirág
A szibériai hamuvirág (Ligularia sibirica) a fészkesvirágzatúak (Asterales) rendjéhez, ezen belül az őszirózsafélék (Asteraceae) családjához tartozó, Magyarországon védett, őshonos, reliktum faj.

## Elterjedése, élőhelye
A szibériai hamuvirág Szibériában, Közép- és Kelet-Európában őshonos. Élőhelyei magassásrétek, fűz- és nyírlápok.

## Megjelenése
A szibériai hamuvirág egy 80–150 cm magasra növő, lágy szárú, június-júliusban virágzó, évelő növény. A tőlevelei mélyen szíves vállúak, tojásdad alakúak, szélük rendszerint szabályosan öblösen fogas. A szárlevelek hegedű alakúak, szárölelőek, füles vállúak. A fészekvirágzatok hengeresek, hosszú fürtben állnak, a fészekpikkelyek egy sorban állnak, széleik egymást fedik, a bibe két ága a végén aprón pelyhes.